# Straškov-Vodochody
Obec Straškov-Vodochody se nachází v okrese Litoměřice v Ústeckém kraji necelých sedm kilometrů jižně od Roudnice nad Labem a 21 kilometrů jihovýchodně od Litoměřic. Žije v ní přibližně 1 100 obyvatel. Obec vznikla po druhé světové válce (1. ledna 1950) sloučením dvou do té doby samostatných obcí Straškova a Vodochod.

## Části obce
- Straškov
- Vodochody

## Kultura
V obci se v průběhu roku koná několik akcí: mikulášská zábava, mikulášská pro děti, sportovní ples, fotbalový ples, maškarní ples, maškarní pro děti, staročeské Máje. Vyvrcholením kulturního dění v obci je začátkem prázdnin country festival Straškovský korbel.[zdroj⁠?!]

## Sport
O sport v obci se stará především TJ Sokol Straškov-Vodochody, jejímž starostou je pan Jan Mazourek. TJ Sokol Straškov-Vodochody se rozděluje na několik oddílů: fotbalový, jezdecký, kulturistický a cvičební.[zdroj⁠?!]
V obci od roku 2012 působí tenisový klub TK Amálka.